# 大殿
大殿（おおとの）とは、
1. 摂関家において摂関経験者にして現在の摂関の父親にあたる人物に対する尊称。本項で詳述。
2. 江戸時代の幕藩体制下で、後継藩主に家督を譲って隠居した先代もしくは先々代の藩主に対する尊称。

## 概要（摂関家）
大殿は摂関の地位を退いても公卿の地位は保持していたから、依然として家司を任命し、摂関（藤氏長者）とは別に独自の家政機関を保持することが認められ、家長としての権限を行使していた。家政機関のうち政所からは独自に下文を発給し、その他にも侍所・蔵人所・御服所・修理所・御厩などの機関が設置されており、これらの吏員には自己の摂関時代の家司が引き続き任じられていた。本来は出家をした場合には家政機関は廃止されることになっていたが、元の家司がそのまま大殿に仕えて出家前と同じような職務を行っていたことが知られている。更に摂関家ゆかりの寺院（藤氏長者の管轄下であることが明示されていた興福寺を除く）の支配権や、摂関家の所領とされた荘園の大半の支配権が、大殿に保持されていた。摂関・藤氏長者の交替によって摂関家としての権限・所領が直ちに移る訳ではなく、依然としてそれらの大部分を大殿が掌握していたことから、摂関・藤氏長者を譲られた子供は特に後者の部分において大殿の財政的支援に依存しなければ、儀式や職制を維持することが不可能であった。こうした仕組みは、12世紀前期の藤原忠実の時代に完成したとされ、これは時を前後して成立した院政と共通する要素を持っている。
平安時代中期、藤原道長は摂政の地位を息子の頼通に譲った後に太政大臣となり、その後それも辞して出家したが、その後も「大殿」と称してその後見を行った。頼通は息子師実に摂関の地位を譲ることができないまま没したが、師実は白河院の許しを得て関白の地位を息子師通に譲り、大殿として後見した。
藤原忠実が大殿であった時代、大殿の権威は大いに高まった。長男の忠通に摂関の地位を譲った後も広大な所領（「宇治殿領」）を引き続き保有しており、後に「宇治殿領」は忠通に与えた「京極殿領」と娘の高陽院に与えた「高陽院領」に分けられたが、預所の補任などは引き続き忠実が行なった。そして、大殿の権威をもっとも知らしめた事件は、1150年（久安6年）に忠実が不仲となった忠通を義絶して、その弟の頼長を藤氏長者にすることを宣言した事件である。忠実は「京極殿領」の悔返を行うとともに、配下に命じて朱器台盤・邸宅・日記など摂関家の後継者として必要な事物を忠通から取り上げて、いずれも頼長に授けている。ただし、朝廷の官職である関白から忠通を解任することはできず、内覧に任じられた頼長と依然として関白のままの忠通の間の政治的対立は激化していった。
だが、皮肉なことに大殿による藤氏長者の交替によって深刻化した大殿忠実と関白忠通の対立は、保元の乱とそれに敗れた藤氏長者頼長の戦死、更に大殿の権威の失墜を招くことになる。まず、頼長の死亡を口実に後白河天皇が宣旨によって忠通を藤氏長者に任じて、大殿が勝手に藤氏長者を任じることができなくなった。更に忠実には頼長と共謀して挙兵を企てたという嫌疑をかけられて、宇治殿領全てが没官される危機に陥った（京極殿領は名目上頼長の所領であったが実質は忠実の所有であり、高陽院領は保元の乱の半年前に高陽院が急逝したために名実ともに忠実の所有に復帰していた）。追い込まれた忠実は宇治殿領を忠通に譲渡して没官を回避した。忠通以後の摂関家は藤氏長者が所有する殿下渡領の拡大に努め、大殿を含めた個人の影響力を小さくする方向で動いた。また、忠通も息子の基実に関白を譲って大殿になったものの程なく没し、更に基実までもが後を追うように急逝したために摂関の直系（父子間）継承が断絶したことから、大殿そのものが発生する可能性が低下し、藤氏長者とそれに付随する財産が摂関家と一線を画されるようになる。そして、摂関の地位を巡る混乱の末に、摂関に付随する「氏」（これに藤氏長者の地位と殿下渡領と摂関家寺院の管理権が含まれる）と分立してその嫡流に継承される「家」（本来の嫡流である近衛家（基実の直系子孫）と九条家、そこから分離した3つの家が「五摂家」と称されるようになる）が分離することになる。摂関家の分立後も九条道家のような摂関の地位を動かす強力な大殿が登場したり、大殿が内覧に任じられたりするケースが登場するが、前者は例外的な存在であり、後者も必ずしも実子が現任の摂関であることを要件としていないなど、大殿を摂関家の家長とする過去の形態は失われていった。